# Kendall Cross
Kendall Duane Cross (Hardin, 24 febbraio 1968) è un ex lottatore statunitense specialista della lotta libera. Ha vinto la medaglia d'oro alle Olimpiadi di Atlanta del 1996 nella categoria dei pesi gallo (fino a 57 chilogrammi). Nella finale ha sconfitto il canadese di origine georgiana Guivi Sissaouri per 5-3.
Dopo la carriera di atleta ha intrapreso quella di allenatore di lotta libera. È laureato in scienze politiche ed economiche ed è padre di due figli.